# 明神台
明神台（みょうじんだい）は、神奈川県横浜市保土ケ谷区の地名。「丁目」の設定のない単独町名である。住居表示実施済区域。

## 地理
保土ケ谷区の中央部に位置し、東半分に星川、西半分に花見台と接している。
1959年に明神台団地として建設された現・URコンフォール明神台とその周辺の住宅地や緑地からなる。

## 歴史

### 町名の由来
町名は、隣接する星川杉山神社（所在地は星川）に因んで名付けられた字名からとった。

### 沿革
- 1940年（昭和15年）11月1日 - 星川町字内堀、明神、大明神などの区域から新設。

## 世帯数と人口
2025年（令和7年）6月30日現在（横浜市発表）の世帯数と人口は以下の通りである。
| 町丁   | 世帯数    | 人口    |
| ------ | --------- | ------- |
| 明神台 | 1,304世帯 | 2,334人 |

### 人口の変遷
国勢調査による人口の推移。
| 年                 | 人口  |
| ------------------ | ----- |
| 1995年（平成7年）  | 1,890 |
| 2000年（平成12年） | 812   |
| 2005年（平成17年） | 1,438 |
| 2010年（平成22年） | 2,599 |
| 2015年（平成27年） | 2,479 |
| 2020年（令和2年）  | 2,401 |

### 世帯数の変遷
国勢調査による世帯数の推移。
| 年                 | 世帯数 |
| ------------------ | ------ |
| 1995年（平成7年）  | 791    |
| 2000年（平成12年） | 403    |
| 2005年（平成17年） | 720    |
| 2010年（平成22年） | 1,273  |
| 2015年（平成27年） | 1,242  |
| 2020年（令和2年）  | 1,234  |

## 学区
市立小・中学校に通う場合、学区は以下の通りとなる（2024年11月時点）。
| 番・番地等 | 小学校             | 中学校                 |
| ---------- | ------------------ | ---------------------- |
| 全域       | 横浜市立星川小学校 | 横浜市立保土ケ谷中学校 |

## 事業所
2021年（令和3年）現在の経済センサス調査による事業所数と従業員数は以下の通りである。
| 町丁   | 事業所数 | 従業員数 |
| ------ | -------- | -------- |
| 明神台 | 9事業所  | 75人     |

### 事業者数の変遷
経済センサスによる事業所数の推移。
| 年                 | 事業者数 |
| ------------------ | -------- |
| 2016年（平成28年） | 5        |
| 2021年（令和3年）  | 9        |

### 従業員数の変遷
経済センサスによる従業員数の推移。
| 年                 | 従業員数 |
| ------------------ | -------- |
| 2016年（平成28年） | 77       |
| 2021年（令和3年）  | 75       |

## 事件・事故
1965年（昭和40年）7月17日 - 明神台団地で行われていた「団地祭り」で集団食中毒が発生。103人が吐き気などを訴えた。原因は、祭り会場で販売されていたいなり寿司弁当とされている。

## その他

### 日本郵便
- 郵便番号 : 240-0007[3]（集配局：保土ヶ谷郵便局[17]）

### 警察
町内の警察の管轄区域は以下の通りである。
| 番・番地等 | 警察署         | 交番・駐在所 |
| ---------- | -------------- | ------------ |
| 全域       | 保土ケ谷警察署 | 星川交番     |